# Pyin Oo Lwin (distrikt)
Pyin Oo Lwin District är ett distrikt i Myanmar.   Det ligger i regionen Mandalayregionen, i den centrala delen av landet, 300 km norr om huvudstaden Naypyidaw.